# Liste der Ehrenbürger von Unterhaching
Die Ehrenbürgerwürde ist die höchste kommunale Auszeichnung der Gemeinde Unterhaching. Der Gemeinderat ehrt damit Personen, die sich durch besonders verdienstvolles Wirken um die Gemeinde Unterhaching zum Wohle der Allgemeinheit ausgezeichnet haben. Die Ehrung kann auch an Persönlichkeiten verliehen werden, deren Lebenswerk so bedeutungsvoll ist, dass es der Gemeinde zur Ehre gereicht.
Bislang wurden 17 Personen zu Ehrenbürgern ernannt.

## Die Ehrenbürger der Gemeinde Unterhaching
1. Josef Breiteneicher
Benefiziat in der katholischen Kirche St. Korbinian von 1909 bis 1920[1]
Verleihung 20. Februar 1920[2]
Er verhinderte tatkräftig, dass im Ersten Weltkrieg die Kirchenglocken abgenommen wurden.[1]
2. Josef Prenn (1879–1975)
Gemeinderat und Bürgermeister
Verleihung am 1. August 1939[2]
3. Oskar Putz

Verleihung am 8. Mai 1950[2]
4. Karl Mathes
Kommunalpolitiker zuerst Bayernpartei dann CSU, Bürgermeister von 1952 bis 1972
Verleihung am 14. Januar 1972[2]
5. Peter Erhard

Verleihung 27. Oktober 1977[2]
6. Ludwig Specht

Verleihung 4. April 1997[2]
7. Anton Troppmann (1915–2009)
Gemeinderat
Verleihung am 14. Dezember 1983[2]
Troppmann war von 1948 bis 1984 Gemeinderat und ab 1978 Zweiter Bürgermeister. Von 1960 bis 1964 war er CSU-Ortsvorsitzender und gehörte ab 1968 auch dem Kreistag an. Er war 1938 Gründungsvorsitzender der Katholischen Arbeiterbewegung und wurde 1979 zum Vorsitzenden der Kirchenverwaltung gewählt. 1983 erhielt er das Bundesverdienstkreuz.[3]
8. Rudolf Felzmann (1915–2011)
Heimatpfleger
Verleihung 12. Dezember 1990[4]
Felzmann war bis 2004 Ortsheimatpfleger. Seine Forschungen zur Geschichte der Gemeinde fasste er 1983 erstmals in einem Heimatbuch zusammen. Fünf Jahre später legte er eine vollständig überarbeitete Auflage vor.
9. Rosa Bauer  (1922–2013)
Sozialarbeiterin und Gemeinderätin
Verleihung 1998[5]
Bauer war 18 Jahre lang Vorsitzende der Arbeiterwohlfahrt. Von 1978 bis 2002 gehörte sie dem Gemeinderat an.
10. Christian Kriz (1930–2022)
Gemeinderat
Verleihung am 12. März 2008
Der Sozialdemokrat Kriz war von 1960 bis 2008 Mitglied im Gemeinderat.[6]
11. Marianne Gamperl (1925–2018)
Gründerin der Gemeinnützigen Wohnungsbaugesellschaft Unterhaching
Verleihung im Dezember 2009
Gamperl arbeitete von 1941 bis zu ihrer Pensionierung 1987 für die Gemeindeverwaltung Unterhaching. 1985 gründete sie die Gemeinnützige Wohnungsbaugesellschaft Unterhaching (GWU) und war auch nach ihrer Pensionierung ehrenamtlich weiterhin für die Gesellschaft tätig. Diese kann inzwischen 300 Wohnungen als Vermögen vorweisen.
12. Rudolf Pesl (1922–2022)
Kunstsammler und Mäzen
Verleihung am 14. Dezember 2011[7]
Der Kunstsammler gründete 1989 die Pesl-Stiftung Unterhaching zur „Förderung von Kultur und Bildung sowie der Erholung bedürftiger Unterhachinger“. Er verfügte, dass sein gesamtes Vermögen nach seinem Tod der Gemeinde Unterhaching zufällt.[6]
13. Klaus Westmar
Leiter der Nachbarschaftshilfe
Verleihung am 14. Dezember 2011
Westmar übernahm 2004 die Nachbarschaftshilfe und erweiterte deren Tätigkeitsspektrum um die Arbeit mit Tagesmüttern. Er ist in der Hausseelsorge im KWA-Wohnstift am Parksee tätig und leitet die 1983 mit seiner Frau gegründete Multiple-Sklerose-Selbsthilfegruppe.[7]
14. Thomas Jaeger
Gemeinderat
Verliehen im Dezember 2015
Thomas Jaeger war 36 Jahre lang Gemeinderat in Unterhaching, davon sechs Jahre Dritter Bürgermeister der Gemeinde. 1978 hob er den FDP-Ortverband Unterhaching aus der Taufe und zog als einziger seiner Partei in den Gemeinderat ein. Ferner engagiert er sich seit bestehen der Partnerschaftskreise für den internationalen Austausch und ist seit 1997 dessen Vorsitzender.
15. Volker Panzer
Gemeinderat
Verliehen im Dezember 2015
Volker Panzer saß 1972–2008 für die SPD im Gemeinderat. Von 1993 bis 2008 war er Zweiter Bürgermeister der Gemeinde. Seit 1957 ist Volker Panzer aktives Mitglied im TSV Unterhaching und engagiert sich dort in der Leichtathletikabteilung. Er war dabei neunmal Bayerischer Meister und viermal in der deutschen Nationalmannschaft vertreten. 1972 nahm er am Fackellauf der Olympiade in München teil. Nach seinem Ausscheiden aus dem Gemeinderat, wurde Volker Panzer zum Präsidenten des TSV Unterhaching gewählt. Diesen Posten vertrat er bis 2015.
16. Prof. Dr. Alfons Hofstetter (* 1939)
Gemeinderat, 2. Bürgermeister
Verliehen im Dezember 2018
17. Waltraud Rensch
Gemeinderätin